# Південь — моя країна
Південь — моя країна (порт. O Sul É o Meu País) — сепаратистський рух, який прагне до незалежності Південного регіону Бразилії, що складається з штатів Парана, Ріу-Гранді-ду-Сул та Санта-Катаріна. Група стверджує, що регіон недостатньо представлений Бразилією.

## Контекст

Заявлена територія.

За часів Бразильської імперії в регіоні існувало кілька сепаратистських рухів. Серед основних причин відділення групи скаржилися на високе оподаткування сушеного м'яса, основного експортного продукту регіону в той час. Збройний конфлікт спалахнув під час Війни Фаррапус, коли Ріу-Гранді-ду-Сул безуспішно намагався здобути незалежність. Під час переходу до республіки в регіоні сформувалися федералістські групи, що завершилося Федералістською революцією.
У контексті бразильської Старої республіки на практиці існувала так звана політика кави з молоком, що надавала перевагу штатам Сан-Паулу та Мінас-Жерайс, найбільшим за чисельністю населення та багатством - виробникам кави та молочних продуктів відповідно. Ріу-Гранді-ду-Сул, серед інших штатів, приєднався до політичної опозиції, сформувавши Ліберальний альянс (порт. Aliança Liberal) та висунув Жетулью Варгаса кандидатом у президенти, який програв Жуліу Престісу. Варгас отримав майже 100% голосів у Ріу-Гранді-ду-Сул. Ліберальний альянс відмовився визнати результати виборів, стверджуючи, що перемога Престеса була шахрайською. Це призвело до державного перевороту, відомого як Революція 1930 року, в результаті якого Жетуліо Варгас став новим президентом, поклавши край Старій республіці. Після цього лише два президенти, пов'язані зі штатами Парана, Ріу-Гранді-ду-Сул та Санта-Катаріна, прийшли до влади демократичним шляхом: Жетуліо Варгас та Жуан Гуларт. Обидва президенти втратили свої мандати.

## Рух

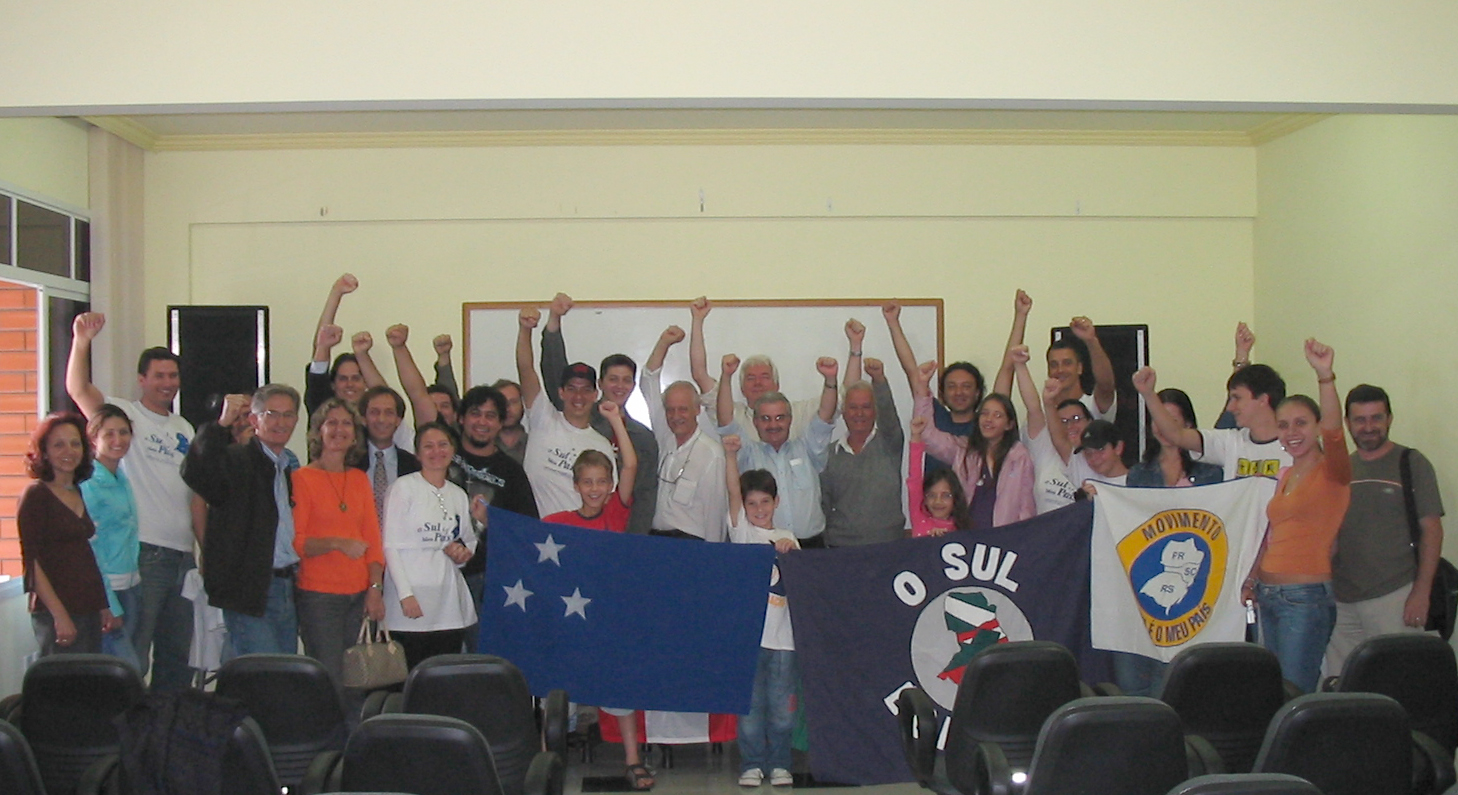
Курс підготовки лідерів у Бруске, Санта-Катаріна.

Рух виник під час Другого сепаратистського конгресу, що відбувся в 1992 році в Лагуні, заснований Аділсіо Кадоріном, масоном і колишнім мером міста. Він підтримує концепцію самовизначення народів і не є політичною партією, незважаючи на те, що його засновники безпосередньо займалися політикою. Штаб-квартира руху знаходиться в Куритибі, а президентом є Селсу Деушер.
Його захисники стверджують, що штати Парана, Ріу-Гранді-ду-Сул та Санта-Катаріна мають особливі та відмінні характеристики від решти Бразилії, і тому вони вимагають права на політичне, економічне, соціальне та культурне самовизначення, спираючись на очікування самодостатності, щоб краще спрямовувати ресурси держави на задоволення своїх регіональних особливостей.
Офіційні символи руху включають три зірки, які представляють Парану, Ріу-Гранді-ду-Сул та Санта-Катаріну.

### Неофіційні референдуми про незалежність

#### Перше видання
1 жовтня 2016 року було проведено неофіційний референдум - Плебісул. Виборців запитали, чи хочуть вони відділитися від Бразилії, утворивши нову країну з трьох штатів. За даними організаторів голосування, було підраховано 616 917 голосів (що становить менше 3% від кількості зареєстрованих виборців у цих штатах), 95% з яких проголосували "за". Вони сподівалися отримати до мільйона голосів у трьох бразильських штатах.
| Штат              | Голосів ЗА | %     | Голосів ПРОТИ | %     | Участь (абсолютна) | Зареєстровані виборці | Участь (відносна) |
| ----------------- | ---------- | ----- | ------------- | ----- | ------------------ | --------------------- | ----------------- |
| Парана            | 21 361     | 88,82 | 2 690         | 11,18 | 24 051             | 7 869 450             | 0,31              |
| Ріу-Гранді-ду-Сул | 311 356    | 97,21 | 8 924         | 2,79  | 320 280            | 8 362 830             | 3,83              |
| Санта-Катаріна    | 257 947    | 94,63 | 14 639        | 5,37  | 272 586            | 4 985 048             | 5,47              |
| Всього            | 590 664    | 95,74 | 26 253        | 4,26  | 616 917            | 21 217 328            | 2,91              |

| Місто                | Голосів ЗА | %     | Голосів ПРОТИ | %     | Участь (абсолютна) | Зареєстровані виборці | Участь (відносна) |
| -------------------- | ---------- | ----- | ------------- | ----- | ------------------ | --------------------- | ----------------- |
| Куритиба             | 4 702      | 89,84 | 532           | 10,16 | 5 234              | 1 289 215             | 0,41              |
| Порту-Алегрі         | 5 859      | 92,30 | 489           | 7,70  | 6 348              | 1 098 515             | 0,58              |
| Жоїнвіль             | 12 398     | 92,94 | 942           | 7,06  | 13 340             | 372 551               | 3,58              |
| Лондріна             | 1 087      | 75,07 | 361           | 24,93 | 1 448              | 353 314               | 0,41              |
| Кашіас-ду-Сул        | 8 654      | 96,05 | 356           | 3,95  | 9 010              | 293 417               | 3,07              |
| Флоріанополіс        | 2 381      | 85,93 | 390           | 14,07 | 2 771              | 316 261               | 0,88              |
| Маринга              | 374        | 84,81 | 67            | 15,19 | 441                | 261 717               | 0,17              |
| Пелотас              | 3 113      | 93,60 | 213           | 6,40  | 3 326              | 228 634               | 1,45              |
| Каноас               | 1 350      | 96,98 | 42            | 3,02  | 1 392              | 247 770               | 0,56              |
| Понта-Гроса          | 1 163      | 83,07 | 237           | 16,93 | 1 400              | 222 716               | 0,63              |
| Блуменау             | 16 800     | 94,06 | 1 061         | 5,94  | 17 861             | 230 167               | 7,76              |
| Каскавел             | 357        | 77,11 | 106           | 22,89 | 463                | 206 714               | 0,22              |
| Сан-Жозе-дус-Піньяйс | 1 264      | 85,93 | 207           | 14,07 | 1 471              | 170 706               | 0,86              |
| Санта-Марія          | 798        | 88,57 | 103           | 11,43 | 901                | 203 043               | 0,44              |
| Ґраватаї             | 1 063      | 99,25 | 8             | 0,75  | 1 071              | 186 699               | 0,57              |
| Фос-ду-Іґуасу        | -          | -     | -             | -     | 0                  | 165 730               | 0,00              |
| Віаман               | 1 075      | 99,44 | 6             | 0,56  | 1 081              | 134 827               | 0,80              |
| Ново-Амбурґо         | 4 692      | 95,97 | 197           | 4,03  | 4 889              | 178 138               | 2,74              |
| Коломбо              | -          | -     | -             | -     | 0                  | 128 602               | 0,00              |
| Сан-Жозе             | 1 462      | 92,12 | 125           | 7,88  | 1 587              | 156 617               | 1,01              |
| Сан-Леополду         | 4 429      | 89,03 | 546           | 10,97 | 4 975              | 164 141               | 3,03              |
| Шапеко               | 7 193      | 92,32 | 598           | 7,68  | 7 791              | 140 526               | 5,54              |
| Крісіума             | 1 442      | 96,13 | 58            | 3,87  | 1 500              | 141 667               | 1,06              |
| Ітажаї               | 3 993      | 93,69 | 269           | 6,31  | 4 262              | 143 131               | 2,98              |
| Ріу-Гранді           | 519        | 94,71 | 29            | 5,29  | 548                | 154 595               | 0,35              |
| Алворада             | 1 429      | 93,22 | 104           | 6,78  | 1 533              | 119 228               | 1,29              |
| Пасу-Фунду           | 5 143      | 95,22 | 258           | 4,78  | 5 401              | 142 329               | 3,79              |

#### Друге видання
У 2017 році було оголошено про друге видання опитування, яке має відбутися 7 жовтня того ж року. Видання коштувало приблизно 25 000 реалів. Мета участі була визначена такою ж, як і в попередньому опитуванні - 1 мільйон виборців.
У своєму другому виданні організатори також збирали підписи під законопроектом народної ініціативи щодо проведення офіційного плебісциту в 2018 році з тим самим питанням та варіантами відповідей, що й у неофіційному народному опитуванні, проведеному до того часу.
| Штат              | Голосів ЗА | %     | Голосів ПРОТИ | %    | Участь (абсолютна) | Зареєстровані виборці | Участь (відносна) | Зміна (відносна) |
| ----------------- | ---------- | ----- | ------------- | ---- | ------------------ | --------------------- | ----------------- | ---------------- |
| Парана            | 73 332     | 94,08 | 4 615         | 5,92 | 77 947             | 7 869 450             | 0,99              | + 224,09         |
| Ріу-Гранді-ду-Сул | 180 329    | 97,16 | 5 263         | 2,84 | 185 592            | 8 362 830             | 2,22              | - 42,05          |
| Санта-Катаріна    | 96 972     | 96,28 | 3 745         | 3,72 | 100 717            | 4 985 048             | 2,02              | - 63,05          |
| Всього            | 350 633    | 96,26 | 13 623        | 3,74 | 364 256            | 21 217 328            | 1,72              | - 40,96          |

## Критика
Деякі вчені стверджують, що рух обґрунтовує свої сепаратистські вимоги "природними відмінностями", такими як клімат регіону, і що, хоча це може створити "ідентичність" для регіону, люди та їхня культура не надто відрізняються від решти країни. Інші стверджують, що існують культурні відмінності, такі як релігія, література, їжа, одяг, танці, музика тощо. Деякі заходять так далеко, що стверджують, що бразильці спершу ідентифікують себе зі своїм рідним штатом, а вже потім як бразильці. З іншого боку, стверджується, що неможливо ідентифікувати ідентичність кожного штату через спільну "бразильську" культуру, яка включає португальську мову, спортивні вподобання тощо.